# Pasmo Jamnej
Pasmo Jamnej – pasmo górskie na południu Pogórza Przemyskiego, o przebiegu z północnego zachodu na południowy wschód.
Rozciąga się ono od doliny Wiaru koło Trójcy, a kończy przy dolinie Wyrwy. Długość pasma wynosi około 15 km. Głównymi szczytami są: Kiczera (566 m n.p.m.), Cień (531 m n.p.m.), Jamna (598 m n.p.m.).